# Айсины
Айсины (Аисины, Айсыны) — древний дворянский род.

## История рода
В битве у Суздаля погибли Иван и Иаков Айсины (1445), их имена записаны в синодик Успенского ростовского собора на вечное поминовение. Борис Васильевич служил в детях боярских по Переславлю-Залесскому (1590), там же служили и владели поместьями его потомки в течение всего XVII века. Его сын Ермолай служил губным старостой в Переславле-Залесском (1617). Пётр Иванович служил подьячим в Новгороде († 1599). Пятой Айсин участвовал в обороне Москвы (1618). По выписке о чудесах преподобного Даниила Игумена, Переславского Чудотворца, по приобретению святых мощей его (1652) указано, что боярский сын Богдан Ермолаевич Айсин одержимой внутренней болезнью, которая мучила его семь лет, от гроба Святого получил исцеление. Московский дворянин Дмитрий Фадеевич владел поместьями в Можайском и Переслав-Залесском уездах (1677).
Двое представителей рода владели населёнными имениями (1699).